# Џоди Вилијамс
Џоди Вилијамс (енгл. Jody Williams; Патни, 9. октобар 1950) америчка је политичка активисткиња позната по свом раду на забрани противпешадијских мина, заштити људских права (посебно права жена) и промоцији нових схватања у области безбедности у савременом свету. Добитница је Нобелове награде за мир 1997. „за рад на елиминисању и забрани противпешадијских мина.“